# فاليري دونزيلي
فاليري دونزيلي (بالفرنسية: Valérie Donzelli)‏ هي كاتبة سيناريو ومخرجة وممثلة فرنسية، ولدت في 2 مارس 1973 بإبنال في فرنسا.

## حياتها
ولدت في (إبينال) بجنوب فرنسا ونشأت بالقرب من (باريس)، انتقلت مع عائلتها إلى مدينة (ليل) قبل أن تعود لباريس في سن 19 سنة. لفترة قصيرة درست الهندسة المعمارية قبل أن تتركها وتبدا في دراسة المسرح في المعهد بباريس، وعملت في أول حياتها في مخبز في باريس. في تلك الفترة قابلت صديقها (جيريمي إلكايم) الذي نصحها بترك المخبز وبترك المسرح لكي تصبح ممثلة.

## مشوارها الفني
في عام 2001 قامت بدور البطولة للمرة الأولى، و في 2005 بدأت تحقق مردودًا جيدًا مع الجمهور الفرنسي بمسلسل (Clara Sheller) والذي ظهرت فيه بدور أقرب صديقات البطلة. في 2009 أخرجت و قامت بدور البطولة (La Reine des Pommes) والذي قامت بالمشاركة في كتابته مع صديقها (جيريمي الكاييم)، عرض الفيلم في مهرجان (لوكارنو السينمائي). في 2011 قامت بإخراج ثاني أفلامها بعنوان (إعلان حرب) وقامت أيضًا بمشاركة كتابته مع صديقها الذي كانت قد انفصلت عنه بالفعل (جيريمي الكاييم)، عرض الفيلم في مهرجان كان في عام 2011 و حقق نجاحًا كبيرًا نقديًا وجماهيريًا، دخل الفيلم في مسابقة الأوسكار لأفضل فيلم أجنبي ولكنه لم يصل للترشيحات النهائية، كذلك ترشح لعدد من الجوائز الرئيسية في جائزة (سيزار) الفرنسية الرفيعة وهي أهم جوائز الأفلام الفرنسية. في 2012 أخرجت فيلمها الثالث (Main dans la main) من سيناريو جيريمي الكاييم أيضًا. في 2013 كانت جزءًا من لجنة التحكيم في مهرجان (لوكارنو) السينمائي الدولي.

## أعمال

### أفلام
- (2014) سان لوران

## ترشيحات
- جائزة سيزار لأفضل ممثلة (2012)

## وصلات خارجية
- فاليري دونزيلي على موقع IMDb (الإنجليزية)
- فاليري دونزيلي على موقع قاعدة بيانات الأفلام العربية
- فاليري دونزيلي على موقع ألو سيني (الفرنسية)
- فاليري دونزيلي على موقع ميوزك برينز (الإنجليزية)
- فاليري دونزيلي على موقع أول موفي (الإنجليزية)
- فاليري دونزيلي على موقع قاعدة بيانات الأفلام السويدية (السويدية)
- فاليري دونزيلي على موقع ديسكوغز (الإنجليزية)
- فاليري دونزيلي على موقع قاعدة بيانات الفيلم (الإنجليزية)
- فاليري دونزيلي على موقع كينوبويسك (الروسية)